# Sasamocochlis sasamorii
Sasamocochlis sasamorii is een slakkensoort uit de familie van de Newtoniellidae. De wetenschappelijke naam van de soort is voor het eerst geldig gepubliceerd in 1943 door Kuroda.